# William Isaac Thomas
William Isaac Thomas (13 augustus 1863 - 5 december 1947) was een Amerikaans socioloog. Hij ontwikkelde en stimuleerde het gebruik van empirische methodologie in de sociologie. Thomas was ook bedenker van het Thomas-theorema.